# Lockheed (Marvel Comics)
Lockheed é um pequeno dragão personagem das revistas da Marvel Comics, e aparece nas histórias dos X-Men. Ele é o mascote da heroína Kitty Pryde e parte dos X-Men. Sua primeira aparição foi em Uncanny X-Men #166, criado por Chris Claremont e Paul Smith.

## História
Lockheed, em seu planeta natal, fazia parte do "Flock", uma raça de dragões super avançados. Kitty Pryde encontrou o dragão em um planeta alienígena em um confronto dos X-Men com a Ninhada. Lockheed salvou a vida de Kitty e escapou do planeta junto com ela antes deste explodir, porém ela só foi descobri-lo semanas depois quando ele se alimentou de um ninho de caçadores Sidri que colonizaram a mansão. Desde então se tornaram amigos inseparáveis.
Ele foi para o Excalibur junto com Kitty quando esta incorporou a equipe. Kitty escolheu o nome do dragão com base no Pássaro Negro, pois o nome da contrutora da nave era Corporação Lockheed. Ele não gostava de Pete Wisdom e por isso não o deixou ter um romance com Kitty.

### Agente da E.S.P.A.D.A.
Quando o alien Ord visitou a Terra para acabar com a raça mutante, Lockheed foi o salvador do dia com seu hálito de fogo. 
Tempos depois, quando os X-Men foram atacados pela nova formação do Clube do Inferno, Lockheed se demonstrou um agente duplo, trabalhando para os X-Men e para a organização conhecida por E.S.P.A.D.A.. Lockheed se preocupou com a situação e pediu ajuda à   E.S.P.A.D.A. Descobriu-se que o dragão falava mais línguas que o Professor Xavier. O time chocado agora via um novo dragão.

## Regenesis
Com o intelecto e a extensão do dragão descoberta, Lockheed e Lince Negra tornam-se professores do Instituto Jean Grey para Estudos Avançados. 

## Poderes e habilidades
Lockheed pode soltar fogo vindo direto de um de seus cinco pulmões. Ele é resistente a telepatia e consegue falar várias línguas. Consegue voar usando as suas asas e também é empata.